# والینگفورد
والینگفورد (به انگلیسی: Wallingford) یک شهر در ایالات متحده آمریکا است که در کنتیکت واقع شده‌است. والینگفورد ۱۰۳٫۳ کیلومتر مربع مساحت و ۴۵٬۱۳۵ نفر جمعیت دارد و ۴۶ متر بالاتر از سطح دریا واقع شده‌است.

## خواهرخوانده
شهر آویرو خواهرخواندهٔ والینگفورد هست.